# 걸프렌드 (오스트레일리아의 음악 그룹)
걸프렌드(영어: Girlfriend)는 오스트레일리아의 5인조 결성된 여성그룹이다. 1991년에 데뷔한 이들은 1992년 데뷔 앨범인 《Make It Come True》를 발매했으며, 데뷔앨범에 포함된 곡중 "Take It From Me"와 "Without You"가 큰 히트를 쳤다. 그리고 로빈 로아의 탈퇴로 그룹은 이름을 GF4로 바꾼다.

## 작품

### 앨범
- Make It Come True (1992)
- Girl's Life (1993)
- It's Up to You (1993)

### 싱글
- "Take It from Me" (1992)
- "Girl's Life" (1992)
- "Without You" (1992)
- "Bad Attitude" (1992)
- "Love's on My Mind" (1993)
- "Heartbeat" (1993)
- "Wishing on the Same Star" (1993)
- "Sooner or Later" (1994) (이하 GF4라는 이름으로 발매)
- "Need Love (To Make the Sex Right)" (1995)